# Arroyo Maciel (Soriano)
El Arroyo Maciel es un curso de agua uruguayo que atraviesa el departamento de  Soriano perteneciente a la cuenca hidrográfica del Río de la Plata.
Nace en la Cuchilla del Bizcocho y desemboca en el río San Salvador.